# Lewis V. Bogy

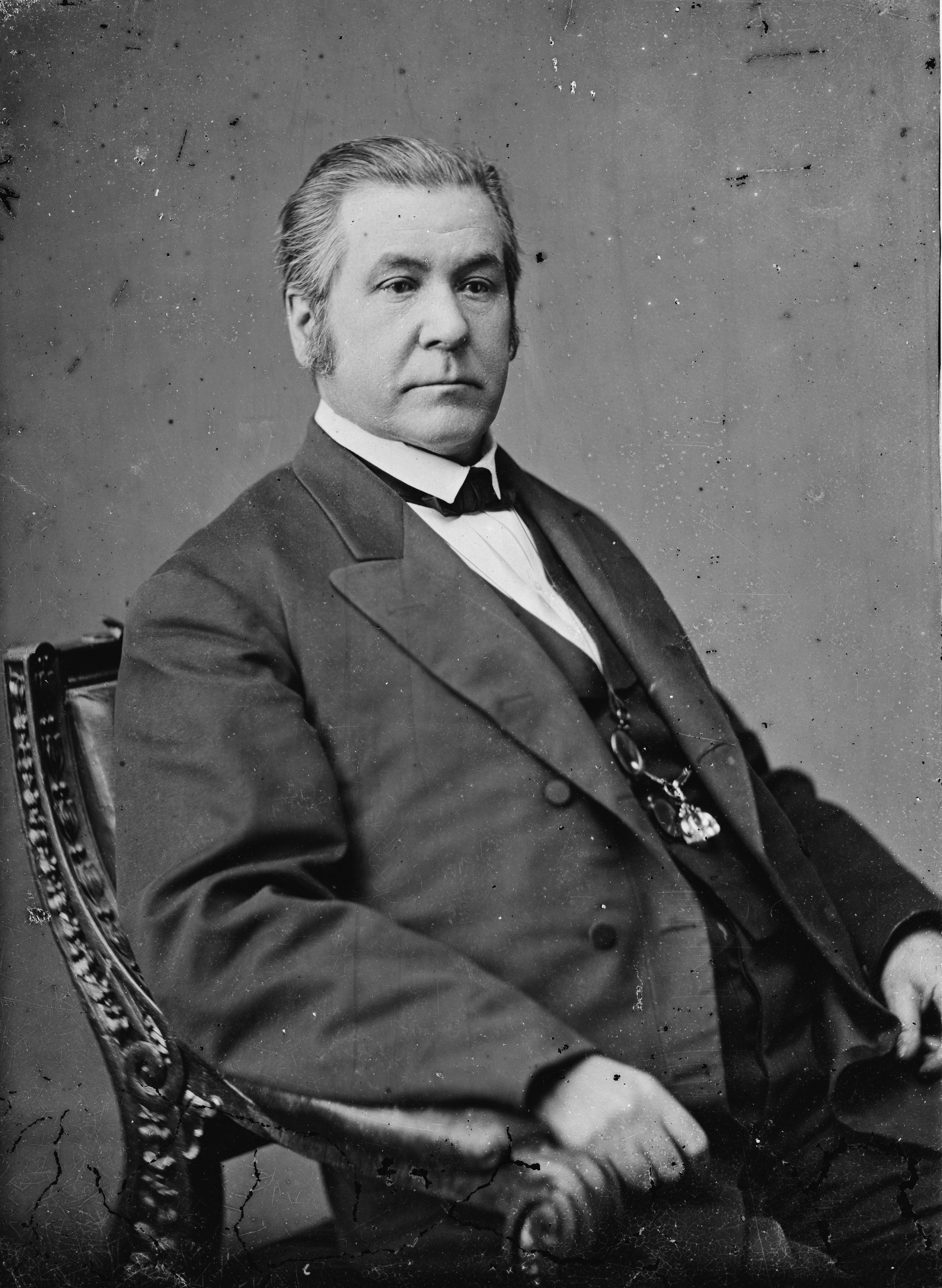
Lewis V. Bogy

Lewis Vital Bogy (* 9. April 1813 in Sainte Genevieve, Sainte Genevieve County, Missouri; † 20. September 1877 in St. Louis) war ein US-amerikanischer Politiker (Demokratische Partei), der den Bundesstaat Missouri im US-Senat vertrat.
Lewis Bogy war nach dem Schulbesuch zunächst in einem Geschäft angestellt, ehe er in Illinois Rechtswissenschaften studierte. 1835 graduierte er an der Transylvania University in Lexington (Kentucky) und begann als Jurist in St. Louis zu arbeiten. Als Soldat kämpfte er im Black-Hawk-Krieg.
1838 wurde Bogy Beigeordneter in St. Louis. Zwischen 1840 und 1841 gehörte er dem Repräsentantenhaus von Missouri an; eine weitere Amtsperiode schloss sich dort von 1854 bis 1855 an. Von 1867 bis 1868 war er Beauftragter für Indianerfragen der Stadt St. Louis, 1872 dann Präsident des Stadtrates. Er war einer der Gründer der St. Louis Iron Mountain Railway und zwei Jahre lang als deren Präsident tätig.
Schließlich erfolgte 1872 die Wahl in den Senat der Vereinigten Staaten. Lewis Bogy trat sein Mandat in Washington am 4. März 1873 an, starb aber noch während seiner Amtszeit am 20. September 1877.